# Корея
Коре́я — історична держава в Східній Азії, головним чином на Корейському півострові і прилеглих островах. Територія 220,8 тис. км². Населення понад 70 млн осіб, 99 % населення — корейці.
Корея була штучно розділена на дві частини після Другої світової війни. Північну частину півострова і прилеглу частину материка займає Корейська Народна Демократична Республіка, південну частину півострова — Республіка Корея. Розділення країни на дві частини, що відповідало розколу світу на соціалістичний і капіталістичний, зберігається з кінця 1940-х. Межа між Північною і Південною Кореєю (див. Демілітаризована зона (Корея)) — один з пережитків «холодної війни».
Природа — див. Корейський півострів, Манчжуро-Корейські гори.

## Назви країни
На цей час[коли?] в Північній Кореї прийнята назва Чосон (кор. 조선; 朝鮮), а в Південній — Хангук (кор. 한국; 韓國). Висувалися пропозиції використовувати назву Корьо (кор. 고려; 高麗) для майбутньої об'єднаної Кореї. Корьо (кор. 고려; 高麗) — це назва держави на Корейському півострові, що існувала в 918–1392 рр. н. е. Від неї походить європейська назва Кореї.

## Історія

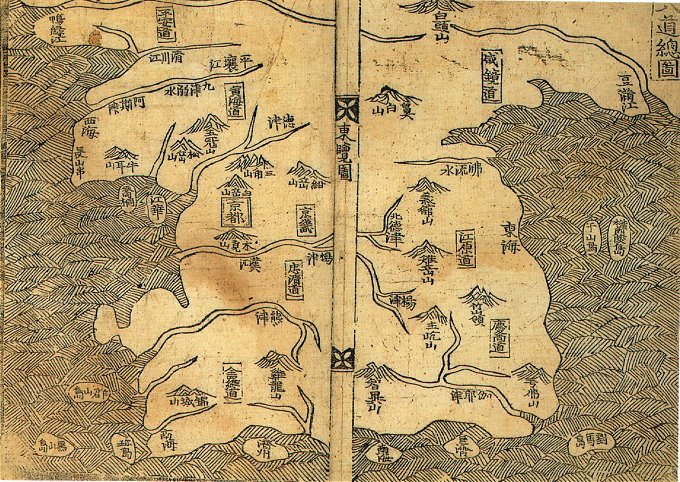
Мапа Кореї 1531 р.

Людина розумна з'явилась на Корейському півострові приблизно 40000-25000 років тому, в період пізнього палеоліту. Однак ці стародавні люди не були безпосередніми предками сучасних корейців. Корейський етнос склався в результаті міграцій народів на півострів — головним чином з півночі. Ці міграції почалися в епоху неоліту (шосте — перше тисячоліття до нашої ери) і тривали до кінця першого тисячоліття нашої ери[джерело?].
Початок корейської історії часто датується 2333 до н. е., коли Тангун, легендарний син Небожителя і жінки з племені, тотемом якого вважався ведмідь, заснував перше королівство. Історики називають найраніший етап корейської історії періодом Кочосон (Стародавній Чосон).
На початку нашої ери склалося три ранньофеодальні держави — Сілла, Пекче і Когурьо. В кінці X століття Корейський півострів був об'єднаний під владою держави Корьо.
У XVI—XIX століттях Корея проводила політику самоізоляції.
Після російсько-японської війни 1904—05 рр. Японія встановила протекторат над Кореєю, а в 1910 р. анексувала її. Розгром Японії в Другій світовій війні поклав кінець японському пануванню в Кореї (з Кореї були також виселені всі японці). Північна частина Кореї була окупована Радянським Союзом, а південна — Сполученими Штатами.
У 1948 р. було створено дві держави — КНДР на півночі і Республіка Корея на Півдні. Корейська війна 1950—53 рр. закріпила розкол країни. Проте обидві корейські держави переконані в неминучості об'єднання в майбутньому.